# Isard (affluent du Lez)
Pour les articles homonymes, voir Isard (homonymie).
L'Isard (ou Izard) est une rivière du sud-ouest de la France, en région Occitanie, dans le département de l'Ariège et un affluent gauche du Lez donc un sous-affluent de la Garonne par le Salat.

## Géographie
Avec environ 9 km de longueur, l'Isard est un cours d'eau pyrénéen dont l'essentiel du parcours est en Ariège, qui prend sa source en Haute-Garonne au-dessus de l'étang d'Uls et se jette dans le Lez en rive gauche à Sentein. L'Isard traverse la réserve biologique du même nom entre les altitudes 1 390 m et 1 700 m.

### Communes et cantons traversés
Dans le département de l'Ariège, l'Isard traverse les deux seules communes de Antras (source) et Sentein (confluence).
L'Isard est un ruisseau du canton du Couserans Ouest, dans l'arrondissement de Saint-Girons.

### Bassin versant
L'Isard traverse une seule zone hydrographique « le ruisseau des Pugues » (O041) de 25 km2 de superficie. Ce bassin versant est constitué à 95,31 % de « forêts et milieux semi-naturels », à 3,43 % de « territoires agricoles », à 1,72 % de « surfaces en eau ».

## Principaux affluents
- l'Araing (rd[note 2]) 4,6 km  provenant de l'étang d'Araing.
- le Ruisseau des Pugues : 2 km provenant du col de la Terme.
- Ruisseau de Labor : 1,8 km

## Chapelle de l'Isard
La vallée de l'Isard permet d'accéder à la chapelle de l'Isard construite à flanc de montagne, elle est située à 1322 m d'altitude. Un pèlerinage s'y déroule le 5 août. Au-delà, la vallée conduit à l'étang d'Araing et au pic de Crabère. Derrière la chapelle se trouve un refuge non gardé de cinq places. Parmi de nombreuses possibilités de randonnée dans la vallée de l'Isard existe une boucle de randonnée de la chapelle.